# Johanna Weber
Johanna Weber (Düsseldorf, 8 de agosto de 1910 – Ewshot, Hampshire, 24 de outubro de 2014) foi uma matemática alemã-britânica, que participou do desenvolvimento da aerodinâmica do avião Concorde.

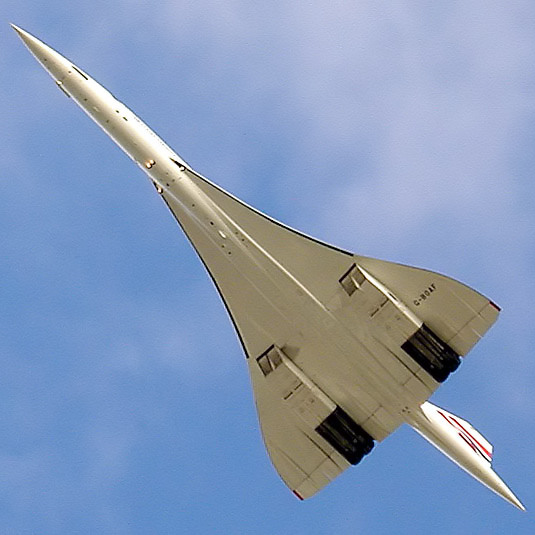
Concorde da British Airways

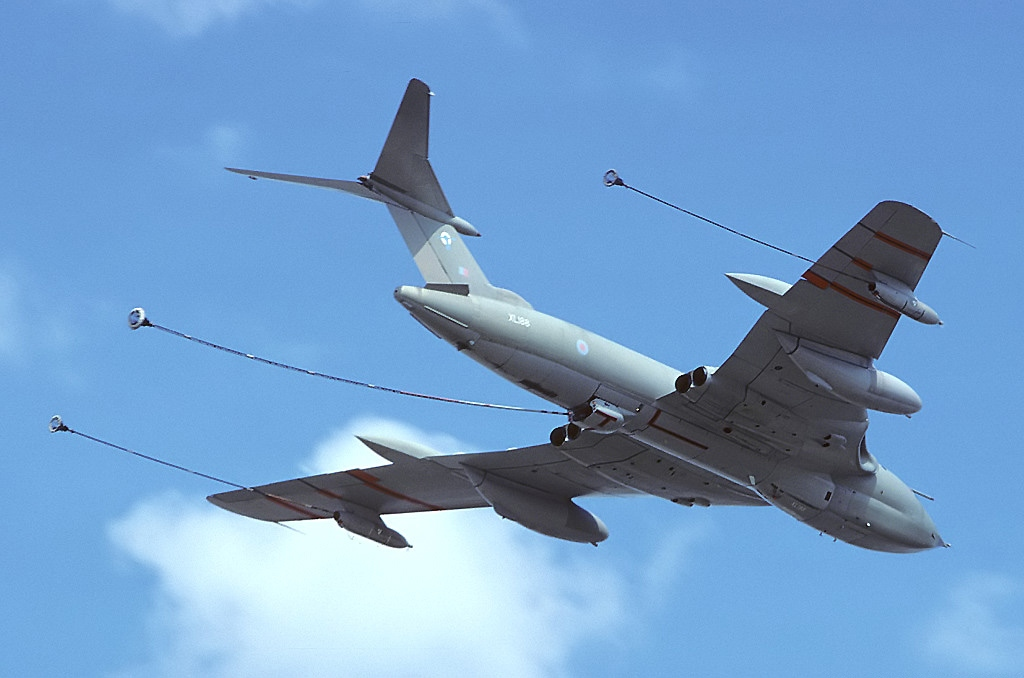
Handley Page HP-80 Victor K2

## Formação e carreira
Johanna Weber era proveniente de uma família humilde. Seu pai, um trabalhador migrante valão, morreu no lado alemão no primeiro ano da Primeira Guerra Mundial. Weber frequentou uma escola de mosteiro, começou seus estudos de química e matemática na Universidade de Colônia e depois de um ano continuou seus estudos na Universidade de Göttingen, cuja equipe científica foi dizimada pelo anti-semitismo dos nacional-socialistas a partir do Machtergreifung em 1933. Depois de passar no exame estatal, começou a trabalhar na indústria de armamentos alemã como especialista em balística em uma empresa Krupp.
A partir de 1939 trabalhou como matemática no Instituto de Pesquisa Aerodinâmica de Göttingen (Aerodynamische Versuchsanstalt - AVA) na Sociedade Kaiser Wilhelm em Göttingen. Desde então ela trabalhou com Dietrich Küchemann, que tinha a mesma idade e trabalhava lá desde 1936.
Após o fim da guerra em 1945, Küchemann foi inicialmente empregado pelas forças de ocupação britânicas no Royal Aircraft Establishment (RAE) em Farnborough, e Weber o seguiu em 1947. Em 1953 ela recebeu a cidadania britânica. Ambos estavam envolvidos inicialmente no desenvolvimento do bombardeiro Handley Page Victor e projetaram suas asas em flecha. Em 1953 seu livro conjunto Aerodynamics of Propulsion foi publicado, e Weber também influenciou o principal trabalho de Küchemann, The Aerodynamic Design of Aircraft, que foi publicado postumamente.
Desde 1956 ambos faziam parte da equipe franco-britânica de desenvolvimento de uma aeronave de passageiros supersônica, o Concorde, que teve seu voo inaugural em 1969, para cujo formato e características de voo ela contribuiu com os fundamentos matemáticos.
Weber morou como vizinha de Küchemann em Wrecclesham desde 1953. Aposentou-se em 1975. Passou os últimos anos em uma casa de repouso perto de Ewshot, onde morreu em 2014.

## Publicações selecionadas
- com Dietrich Küchemann: Further measurements on annular profiles. National Advisory Committee for Aeronautics 1952. Zuerst ZWB, Forschungsbericht 1236/8, Washington, D.C. 1943.
- com Dietrich Küchemann: J 1 cooling.MAP, Völkenrode 1947.
- Application of theory of incompressible flow around a swept wing at high subsonic mach numbers. Ministry of Supply, London 1948.
- com Dietrich Küchemann: Design of wing junction, fuselage and nacelles to obtain the full benefit of sweptback wings at high Mach number: Addendum, additional tables of coefficients. Ministry of Supply, London 1949.
- com Dietrich Küchemann: Concerning the flow about ring-shaped cowlings. Part II, Annular bodies of infinite length with circulation for smooth entrance. National Advisory Committee for Aeronautics. Washington, D.C. 1951.
- com Dietrich Küchemann: Annular bodies of infinite length with circulation for smooth entrance. National Advisory Committee for Aeronautics, Washington, D.C., 1951.
- com Dietrich Küchemann: Aerodynamics of propulsion. McGraw-Hill, New York 1953.
- com J. A. Lawford: The reflection effect of fences at low speeds. HMSO, London 1954 [erschienen] 1956.
- com Dietrich Küchemann, G. G. Brebner: Low speed tests on 45 deg swept-back wings.HMSO, London 1958.
- General relativity and gravitational waves. Interscience, New York 1961.
- Dietrich Küchemann: The aerodynamic design of aircraft. A detailed introd. to the current aerodynamic knowledge and pract. guide to the solution of aircraft design problems. Pergamon Press, Oxford 1978.